# Johnny Letman
John Bernard Letman (McCormick (South Carolina), 6 september 1917 - New York, 17 juli 1992) was een Amerikaanse jazztrompettist.

## Biografie
Letman speelde in het begin van zijn loopbaan in verschillende bands in het Middenwesten, waaronder die van Gerald Valentine, Scatman Crothers en Jimmy Raschelle. Na in het midden van de jaren 30 naar Chicago te zijn verhuisd werkte hij bij Delbert Bright, Bob Tinsley, Johnny Lang, Nat King Cole (1938), Horace Henderson (1941/42) en Red Saunders (1942). Na een jaar in Detroit speelde hij bij Teddy Buckner en John Kirby. In 1944 trok hij naar New York, waar hij actief was in de bands van Phil Moore, Lucky Millinder (1945), Cab Calloway (1947-49), Milt Buckner en Count Basie (1951).
In de jaren 50 en 60 was Letman overwegend als studiomuzikant en in Broadway-shows werkzaam. In 1960 kwam hij met zijn debuutalbum The Many Angles of John Letman (Bethlehem Records), waarop hij met Dick Wellstood, Kenny Burrell, Peck Morrison en Panama Francis speelde. In 1968 volgde nog een tweede LP, voor Black & Blue Records. Verder speelde hij o.a. met Joe Thomas, Stuff Smith, Chubby Jackson, Hal Singer, Sam 'The Man' Taylor, Eddie Condon, Wilbur De Paris en Claude Hopkins. Ook was hij buiten de muziek actief. In 1968 speelde hij met Milt Buckner en Tiny Grimes in Parijs. In de jaren 70 werkte hij met Lionel Hampton, Cozy Cole en Earl Hines. In  1985/86 leidde hij de New Orleans Blues Serenaders, waarmee hij ook toerde in Europa.